# 刘士传
刘士传（？—？），南海人，是一名明朝政治人物。荐举出身。
刘士传曾于永乐十二年(1414年)接替赵麟任邵武府知府一职，永乐十八年(1420年)由丁原振接任。